# 卡馬克 (印地安納州)
卡馬克（英語：Cammack）是位於美國印地安納州特拉華縣的一個非建制地區。該地的面積和人口皆未知。

## 地理
卡馬克的座標為40°12′35″N 85°29′33″W / 40.20972°N 85.49250°W，而該地的平均海拔高度為280米（即919英尺）。